# Autobiografie

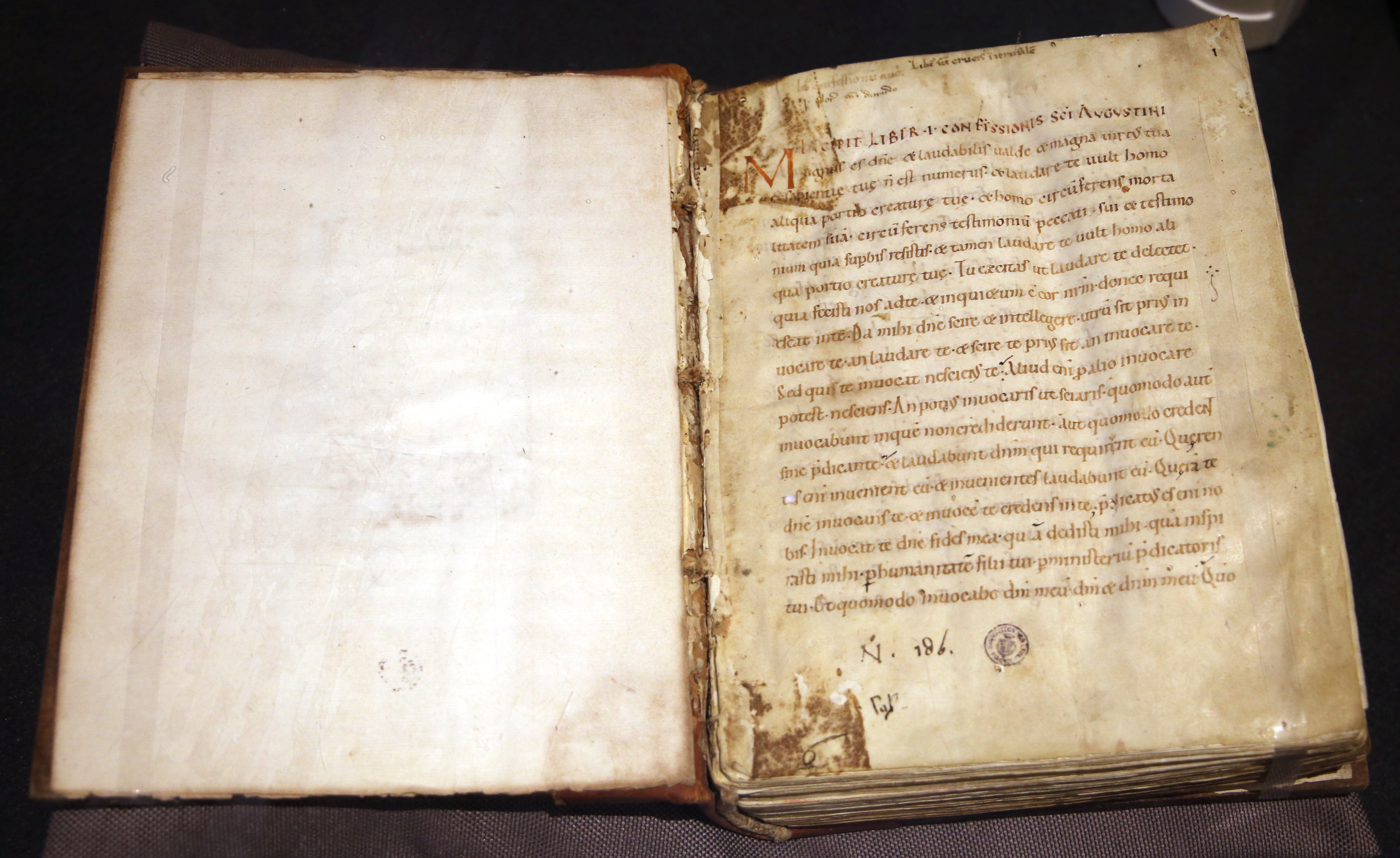
Filosoficko-autobiografický spis Vyznání od Augustina z Hippa

Autobiografie (z řeckého auton „vlastní“, bios „život“ a graphein „psát“) je epický literární žánr spočívající v autorově vylíčení vlastního života, popřípadě některých jeho úseků. Termín pochází z pozdního 18. století, ale forma je mnohem starší. Zatímco životopisci se obvykle opírají o širokou sbírku dokumentů a hledisek, autobiografie může být založena pouze na vlastní paměti pisatele.

## Termín autobiografie
Vznik termínu „autobiografie“ souvisí s rozmachem produkce svéživotopisných děl v druhé polovině 18. století a s vlnou kritického zájmu o tato díla (například o „konfese“ J.J. Rousseaua). Nový výraz byl odvozen ze staršího pojmu „biografie“ (z řec. „bios“ = život, „grafein“ = psát) připojením předpony auto- („autos“ = sám). Původně tak byla označena díla podávající souhrnnou zprávu o životě svého autora. Není bezpečně doloženo, kdo je autorem tohoto termínu. O prvenství vedou nepřímý spor německá a anglická literární věda. Často bývá jako autor označován anglický romantický básník Robert Southey, který v roce 1809 slovem „auto-biography“ pojmenoval životopis portugalského malíře Francisca Vieriry. Nicméně již předtím, na konci 18. století, uvažovali badatelé o zavedení termínu pro vlastní životopisná díla, který by měl motivační souvislost s pojmem „biografie“. Například v roce 1796 označil německý profesor Seybold edici životopisů slavných mužů jako „Selbstbiographien“ a v roce 1797 se anglický učenec W. Taylor zamýšlel nad stylistickými vlastnostmi výrazů (a potenciálních neologismů) „autobiography“ a „self-biography“.
Pojem „autobiografie“ začal postupně pronikat do odborného názvosloví a prosadil se i v běžném užívání. Bylo jím možné pojmenovat skupinu literárních děl se společným tematickým zaměřením (zpráva o vlastním životě), která dosud patřila k různým literárním druhům (apologie, konfese, memoáry). Ve vývoji užívání tohoto pojmu lze – navzdory četným výkladům – sledovat dvě základní tendence. Na jedné straně došlo k podstatnému zúžení jeho významu pro pojmenování svéživotopisných děl zaměřujících se na prezentaci dějin autorovy osobnosti (autobiografie v užším smyslu). Na druhé straně se nový pojem v atributivním užití rozšiřoval do jiných žánrových oblastí, a to i za hranice slovesného umění. Dnes hovoříme například o autobiografické poezii, autobiografickém románu, autobiografickém filmu apod. Pro literární žánry svéživotopisného rázu se vžilo souborné označení „autobiografická literatura“ (autobiografie v širším smyslu).

## Autobiografie v širším smyslu
Autobiografií v širším smyslu rozumíme umělecké dílo, v němž jeho autor nějakým způsobem ztvárňuje události svého života. Literární autobiografie může mít různé formy:
- apologie (obrana), jejímž smyslem bylo již ve starověku sebeospravedlnění
- deník, tj. vyprávění v první osobě ve formě denních či chronologických záznamů, v nichž autor zachycuje události osobního i společenského života (např. Proklaté dny Ivana Alexejeviče Bunina)
- konfese (vyznání) zdůrazňující důvěrnost stylizace a vnitřní psychologii autora (např. Vyznání sv. Augustina nebo Jeana-Jacquese Rouseaua)
- memoáry (vzpomínky, paměti) mnohdy stojící na rozhraní mezi uměleckou literaturou a literaturou faktu (například Paměti Giacoma Casanovy)
- autobiografie v užším smyslu (např. Vlastní životopis Benvenuta Celliniho nebo Z mého života. Báseň i pravda od Johanna Wolfganga Goetha)
- autobiografický román (např. Život Alexeje Arseněva od ruského spisovatele Ivana Alexejeviče Bunina), v této formě má autor i jiné postavy pozměněná jména

Od autobiografie je nutné odlišit tzv. fiktivní autobiografii se zcela smyšlenou životopisnou fabulí vyjádřenou v ich-formě (např. Goethovo Utrpení mladého Werthera ve formě fiktivního deníku nebo Zpověď hochštaplera Felixe Krulla od Thomase Manna jako fiktivní autobiografický román).

## Autobiografie v užším smyslu
Autobiografie v užším smyslu, tzv. pravá autobiografie má specifické rysy, jimiž se odlišuje od jiných druhů autobiografických a memoárových děl. Francouzský literární teoretik Phillipe Lejeune definuje pravou autobiografii jako „retrospektivní prozaickou zprávu, kterou vytvořila skutečná osoba o své existenci, kladouc hlavní důraz na svůj individuální život, zejména na dějiny osobnosti“. Hlavní rysy tohoto žánru definuje ve čtyřech kategoriích. Jsou to: forma řeči, obsah, vztah autora a vypravěče, pozice vypravěče:
1. Forma řeči: zpráva, prozaický text. Lejeune chápe autobiografii jako prozaický text, který má formu zprávy.
2. Obsah: vlastní život. Důraz na vlastní minulost a její morální rozměr je bezpochyby nejdůležitějším znakem autobiografie. Přesto právě v tomto bodě dochází k nejpodstatnějším názorovým divergencím. Rozdíly se týkají požadavků na výběr a prezentaci rozmanitých skutečností souvisejících s tematikou života lidského jedince, požadavků na časové rozpětí autobiografie, apod.
3. Vztah autora a vypravěče: identita autora a vypravěče. Na základě této podmínky buduje Lejeune svou teorii autobiografického paktu. Východiskem je předpoklad, že autor autobiografie, na rozdíl od autobiografického románu, vyjadřuje prostřednictvím svého jména a/nebo jednoznačně formulovaným tvrzením svou totožnost s textovým subjektem vypravěče, a tedy i příslušnost svého díla k danému žánru.
4. Pozice vypravěče: identita vypravěče a hlavního hrdiny, retrospektivní pohled. Také fakt, že autobiografie je založena na totožnosti vypravěče a hlavního hrdiny, slouží Lejeunovi jako podklad pro další úvahy. Zde se mu jedná především o oddělení autobiografie od biografie. Zpětná perspektiva vyprávění se uplatňuje ve všech memoárových textech, ne však ve všech textech autobiografických (jako příklady žánrů, kde se retrospektivní pohled neuplatňuje, uvádí Lejeune literární autoportrét, deník a esej).

Lejeunovým cílem je nalezení malého počtu žánrotvorných činitelů, na jejichž základě lze vymezit autobiografii jako samostatný literární druh. Na rozdíl od něj anglický literární vědec Pascal hovoří také o nárocích na umělecké zpracování, jimž musí autobiografie dostát, má-li být hodnocena jako kvalitní, to znamená v první řadě přesvědčivá a čtenářsky zajímavá. Pascal chápe autobiografii jako text zachycující události autorova života od dětství po okamžik určitého zformování osobnosti (období dětství považuje v každém případě za důležitou součást vlastního životopisu). Na jedné straně nevylučuje z řad autobiografie texty pojednávající výhradně o událostech raného věku autora (pokud ovšem splňují ostatní podmínky žánru autobiografie); takzvané „autobiografii dětství“ dokonce věnuje samostatnou studii. Zároveň však mimo tento okruh staví díla, která se zaměřují pouze na popis autorových zážitků v určitých příznakových fázích jeho života (např. cestopisy, zprávy o válečných událostech, apod.). Tyto texty označuje jako „autobiografické spisy“.
Zvláštností autobiografických děl obecně je závislost jejich tematického zaměření na věku autora. V případě autobiografie má stáří autora navíc povahu objektivního stylotvorného činitele. Autorem tzv. pravé autobiografie musí být člověk, který je schopen komplexního hodnocení své dosavadní existence. Autobiografie tedy píší lidé středního a staršího věku, zpravidla ti, kteří již mají za sebou nějaký celoživotní úkol. Schopnost širší bilance patří k základním předpokladům tohoto žánru, umělecky hodnotné vlastní životopisy z pera mladších literátů bývají spíše výjimkami. Věk autora navíc ovlivňuje nejen tematický rozsah práce, ale i způsob prezentace daných skutečností, neboť celkový smysl i jednotlivé události svého života hodnotí člověk v různých fázích života různým způsobem. Pascal uvádí příklady autorů, jejichž životní filozofie se po napsání autobiografie natolik změnila, že je možné předpokládat, že by na konci života hodnotili některé důležité události výrazně jiným způsobem. Jmenuje také autory, kteří po sobě zanechali více autobiografických zpráv. Autobiografii je v každém případě nutné chápat pouze jako jeden z možných úhlů pohledu na uplynulý život. Skutečnost, že daná hodnocení mají časově podmíněnou platnost, však nelze posuzovat jako nedostatek tohoto literárního druhu, naopak, jedná se o jeho konstitutivní rys.
Nároky na konkrétní tematické zaměření autobiografie se v různých pojetích liší. Společný je však požadavek, aby tyto texty zachycovaly současně vnitřní vývoj individua, proces jeho myšlenkového a citového zrání, i vnější okolnosti jeho života. Zdůrazněny by měly být především stěžejní momenty, body zvratu a události, jež autor v okamžiku psaní považuje za mezníky svého života, respektive skutečnosti, jimž přikládá z nějakého důvodu symbolický význam. V popisu vnějšího světa by měly být zahrnuty zejména události bezprostředně související s vývojovým procesem jedince, méně již charakteristiky osob a dobových reálií.
Pisatel autobiografie by měl usilovat o to, aby podával pravdivý obraz svého života. Pro autory vynikajících děl tohoto typu byla touha po pravdě nejvlastnější motivací, tzv. autobiografickým podnětem. Jaké jsou ale možnosti a hranice autobiografie v tomto směru? Autobiografie jako kterýkoli jiný písemný text nemůže reprodukovat skutečnost v celé její složitosti, například různé současně probíhající děje, vnější události, myšlenkové procesy, citová hnutí apod., lineární způsob zachycování faktů tuto možnost předem výrazně limituje. Ostatně jakákoli reprodukce je vždy jen ztvárněním určité představy o skutečnosti, nikoli skutečností samotnou. Zobrazování složitějších úseků reality navíc předpokládá určitý výběr. Autor je na jedné straně omezován schopností paměti, respektive obsahem dokumentárního materiálu, který má k dispozici, na druhé straně je nucen s ohledem na rozsah práce vyřazovat fakta, která se zdají být z různých důvodů nepodstatná nebo marginální. Jsou však tyto deformace v rozporu s historickou pravdou? Badatelé se shodují v tom, že samotná eliminace druhořadých skutečností neohrožuje věrohodnost autobiografie (platí to rovněž o biografii a historiografických dílech), naopak, je jedním z nutných předpokladů pro její tematickou výstavbu. Názory se ovšem liší v tom, do jaké míry může autobiografické vyprávění zkreslit úmyslné zamlčování těch skutečností, které hrály v životě autora důležitou roli.
Pravdivost autobiografického obrazu je ohrožována – více než vynecháváním určitých skutečností – zejména vkládáním neexistujících prvků. Může přitom jít o bezděčný omyl, lež nebo uměleckou fikci. Ve všech těchto případech dochází k narušení dokumentární věrohodnosti daného textu. Zatímco však drobné omyly a nepřesnosti jsou v autobiografii akceptovatelné (možná i předpokládané), lži a záměrně budované fikce pro ni představují vážné nebezpečí, zpochybňují totiž autorovu vůli po pravdě resp. jeho osobní hodnověrnost (která je sama o sobě ztělesněním pravdivosti autobiografického díla) a/nebo narušují žánrovou podstatu autobiografie.
S otázkami zkreslování skutečnosti souvisí i takzvaná „teleologická tendence“ autobiografie. Jde o to, že autor prezentuje svůj život jako logicko-kauzální sled událostí původně živelných, navzájem nesouvisejících, nahodilých, často své činy dodatečně motivuje, apod. Tato zpětná racionalizace vychází z představy o integritě osobnosti. Jednotící pohled však zřejmě neohrožuje pravdivost autobiografie, naopak, je chápán jako její nutná součást. Dobrá autobiografie ovšem zároveň vyžaduje rekonstrukci prvotních zkušeností, původní interpretaci daných událostí bez ohledu na konečné hodnocení jejich významu, respektive v konfrontaci s ním.
Obsah autobiografie bývá některými badateli obrazně označován jako „báseň a pravda“. Jedná se o podtitul Goethova životopisu „Z mého života“, klasického díla tohoto žánru. Označení „báseň“ je však různými badateli vykládáno jinak. V nejširším smyslu se jím rozumí příslušnost autobiografie k umělecké literatuře, fakt, že je – navzdory dokumentárnímu charakteru – hodnocena jako umělecké dílo. Jindy je jím označována tvůrčí síla autora, dávajícího smysl své existenci literárním procesem, básněním. Někteří badatelé tímto metaforickým pojmenováním poukazují na to, že ve vynikajících dílech tohoto typu se jistým způsobem odráží beletristický kánon doby. Část literárních vědců označením „báseň“ chce naznačit, že autobiografie popisuje kromě historické reality také fiktivní skutečnosti. Například německý literární historik R.R. Wuthenow definuje autobiografii jako vyprávění, kde se prolínají fiktivní elementy s realitou. V tomto posledním pojetí se ovšem autobiografie ocitá zčásti již mimo oblast dokumentární literatury a vstupuje do tematické sféry autobiografického románu.

## Přehled nejvýznamnějších světových autobiografií
- svatý Augustin: Vyznání (Confessiones)
- John Bunyan: Grace Abounding to the Chief of Sinners (1666)
- Benvenuto Cellini: Vita di Benvenuto di Maestro Giovanni Cellini fiorentino, scritta, per lui medesimo, in Firenze (1567)
- Benjamin Franklin: Autobiography (1869)
- André Gide: Zemři a živ budeš (1924, Si le grain ne meurt)
- Johann Wolfgang von Goethe: Z mého života. Báseň i pravda (1811–1833, Aus meinem Leben. Dichtung und Wahrheit)
- Jean-Jacques Rousseau: Vyznání (1770, Les Confessions)

## Přehled odborné literatury o autobiografii
Počátky odborného zkoumání autobiografie jsou spojeny se jménem Wilhelma Diltheyho, který výstižně zhodnotil význam tohoto žánru již na začátku 20. století. V téže době začínají vznikat i první významné monografie o autobiografii. Zmínit musíme zejména první svazek obsáhlých dějin autobiografie Diltheyho žáka Georga Mische Geschichte der Autobiographie. Soustavněji se začíná zabývat autobiografií po druhé světové válce německá literární věda. Na obecně teoretické rovině o ní píše například Ingrid Aichingerová, z hlediska sociálně psychologického ji zkoumá Bernd Neumann, významné příspěvky k dějinám autobiografie pocházejí z pera R.R. Wuthenowa, K.J. Weintrauba, P. Sloterdijka, K.D. Müllera nebo G. Niggla. Dlouhou tradici bádání v této oblasti má také anglosaská literární věda. Obecně uznávané dílo R. Pascala Design and Truth in Autobiography vzniklo sice až na konci 50. let, předcházela mu však celá řada průkopnických prací jiných autorů (L. Stephen, A.R. Burrová, W. Shumaker). V 70. letech vycházejí četná pojednání v americkém časopise New literary history (J. Olney, F. Hart, L.A. Renza, aj.). V tomtéž období probíhala diskuse nad autobiografickou formou i ve Francii. Z francouzských badatelů je nutno upozornit především na P. Lejeuna, autora zajímavé studie Le pacte autobiographique, případně G. Gusdorfa, který se autobiografické a memoárové literatuře věnoval již na konci 40. let.
V české odborné literatuře bohužel nemáme k dispozici mnoho prací, které by se zabývaly žánrem autobiografie. Tento fakt patrně souvisí s tím, že kvalitní umělecká díla tohoto typu se v českém písemnictví objevují jen zřídka. Příčinou je rovněž malý literárněvědný zájem o memoárovou literaturu obecně. Nejzákladnější informace o autobiografii, jejích formách a vývoji, podávají jen hesla v literárních encyklopediích. Nejlepším pojednáním tohoto typu je heslo Autobiografie v Encyklopedii literárních žánrů z roku 2004. Obsáhlejší studie o autobiografii zatím chybí.